# Ostroschez (Dubno)
Ostroschez (ukrainisch Острожець; russisch Острожец, polnisch Ostrożec) ist ein ukrainisches Dorf in der Oblast Riwne.

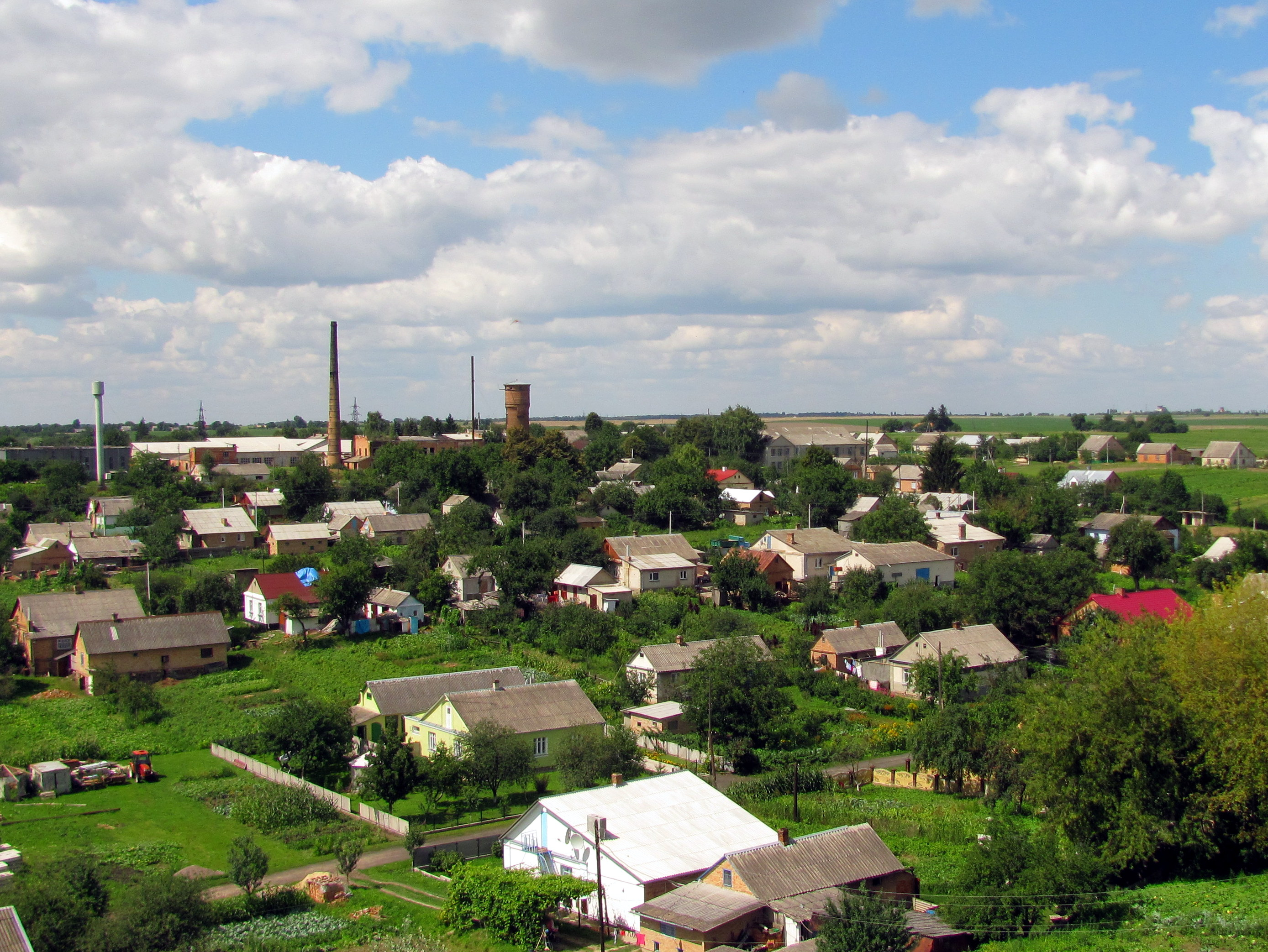
Blick auf den Ort

## Geografische Lage
Ostroschez liegt im Rajon Mlyniw, etwa 18 Kilometer nordwestlich der ehemaligen Rajonshauptstadt Mlyniw und 50 Kilometer westlich der Oblasthauptstadt Riwne am Ufer der Tyschyzja.

## Geschichte
Das Dorf wurde 1528 zum ersten Mal schriftlich erwähnt und gehörte bis zur 3. polnischen Teilung zur Adelsrepublik Polen (in der Woiwodschaft Wolhynien), kam dann zum Russischen Kaiserreich, wo es im Gouvernement Wolhynien lag. 1918/1921 fiel es an Polen und kam zur Woiwodschaft Wolhynien in den Powiat Dubno, Gmina Malin. Nach dem Beginn des Zweiten Weltkrieges besetzte die Sowjetunion das Gebiet und machte den Ort im Januar 1940 zum Hauptort des gleichnamigen Rajons Ostroschez.

### Holocaust
Nach dem Überfall Deutschlands auf die Sowjetunion im Juni 1941 kam der Ort bis 1944 unter deutsche Herrschaft (eingegliedert in das Reichskommissariat Ukraine), wurde aber nach dem Krieg wieder von der Sowjetunion annektiert und der Ukrainischen SSR zugeschlagen.
Die antijüdischen Maßnahmen der Besatzungsbehörden wurden im April 1942 weiter verschärft, als in Ostroh ein Ghetto eingerichtet wurde. Das Ghetto war von einem Zaun und Stacheldraht umgeben, und die meisten Juden aus den umliegenden kleineren Dörfern (u. a. Torgowyzja und Peremyliwka) wurden dorthin zwangsumgesiedelt. Das Ghetto wurde auf dem Gebiet der halben Stadt errichtet.
Im Oktober begann die Liquidierung der letzten Ghettos auf dem Gebiet des Ghettokommissariats Dubno. Am 9. Oktober 1942, als die Nazis im Reichskommissariat Ukraine eine groß angelegte Liquidierungsaktion durchführten, wurden die Häftlinge des Ghettos Ostrozhetsk am Rande der Stadt in der Nähe des jüdischen Friedhofs zusammengezogen. Ukrainische Dorfbewohner wurden gezwungen, eine Grube auszuheben.
Nach Angaben der Außerordentlichen Staatlichen Kommission der Sowjetunion für die Feststellung und Untersuchung der Verbrechen der Nazi-Invasoren wurden in Ostroh 532 Menschen erschossen. Diese Zahlen sind wahrscheinlich etwas zu niedrig angesetzt, da die Zahl der Ghettobewohner vor der Auflösung des Ghettos wesentlich höher war. Unter den Ermordeten befanden sich sowohl Juden aus Ostrozhets selbst als auch mehrere hundert umgesiedelte Juden aus Torkhovychi und anderen Dörfern sowie diejenigen, die aus benachbarten Ghettos entkommen waren.
Am 21. Januar 1959 wurde der Rajon Ostroschez aufgelöst, dem Rajon Mlyniw angegliedert und Ostroschez blieb ein einfaches Dorf. Seit 1991 ist es ein Teil der unabhängigen Ukraine.

## Verwaltungsgliederung
Am 10. Juni 2016 wurde das Dorf zum Zentrum der neugegründeten Landgemeinde Ostroschez (Острожецька сільська громада Ostroschezka silska hromada). Zu dieser zählen noch die 13 in der untenstehenden Tabelle aufgelistetenen Dörfer, bis dahin bildete es zusammen mit dem Dorf Salawja die Landratsgemeinde Ostroschez (Острожецька сільська рада/Ostroschezka silska rada) im Norden des Rajons Mlyniw.
Am 17. Juli 2020 wurde der Ort Teil des Rajons Dubno.
Folgende Orte sind neben dem Hauptort Ostroschez Teil der Gemeinde:
| Name                     | Name        | Name                      | Name           | Name |
| ukrainisch transkribiert | ukrainisch  | russisch                  | polnisch       |      |
| ------------------------ | ----------- | ------------------------- | -------------- | ---- |
| Bakoryn                  | Бакорин     | Бакорин (Bakorin)         | Bakorzyn       |      |
| Borbyn                   | Борбин      | Борбин (Borbin)           | Borbin         |      |
| Malyn                    | Малин       | Малин (Malin)             | Malin          |      |
| Nowosilky                | Новосілки   | Новосёлки (Nowosjolki)    | Nowosiółki     |      |
| Pewscha                  | Певжа       | Певжа                     | Pełża          |      |
| Pidhaj                   | Підгай      | Подгай (Podgai)           | Knierut Nowy   |      |
| Pjannje                  | П'яннє      | Пьянное (Pjannoje)        | Pjanie, Pianie |      |
| Sabolottja               | Заболоття   | Заболотье (Sabolotje)     | Zabłocie       |      |
| Sabolotynzi              | Заболотинці | Заболотинцы (Sabolotinzy) | Knierut        |      |
| Salawja                  | Залав'я     | Залавье (Salawje)         | Załawie        |      |
| Sboriw                   | Зборів      | Зборов (Sborow)           | Zborów         |      |
| Stawyschtsche            | Ставище     | Ставище (Stawischtsche)   | Stawiszcze     |      |
| Ujisdzi                  | Уїздці      | Уездцы (Ujesdzy)          | Ujeźdźce       |      |